# Шахта № 1 «Нововолинська»
ДП "Шахта № 1 «Нововолинська». Розташована у місті Нововолинськ Волинської області.
Стала до ладу 1954 року з проєктною потужністю 300 тис. т/рік. Встановлена виробнича потужність 1991 року — 352,7 тис. т. 2003 року видобуто 71 тис.т. вугілля.
Шахтне поле розкрите двома вертикальними стволами глибиною 370 м. Шахта належить до ІІІ категорії за метаном і небезпечна за вибуховістю вугільного пилу. Відпрацьовує пласти n7, n8 потужністю 0,7-1,2 м з кутами падіння 3-6о. На очисних роботах використовуються комплекси КМК-97м, на підготовчих — комбайни ГПКС.
Адреса: 45400, вул. Шахтарська, 53, м. Нововолинськ Волинської області.